# 恋愛中毒 (傳田真央のアルバム)
『恋愛中毒』（れんあいちゅうどく）は、傳田真央の4枚目のアルバム。

## 収録曲
1. Everyday is a Lovesong 
  - 作詞・作曲・編曲：傳田真央
2. 一番好きな人 
  - 作詞・作曲・編曲：傳田真央
3. 今宵、小悪魔につき 
  - 作詞・作曲・編曲：傳田真央
4. 好きって言わない 
  - 作詞・作曲・編曲：傳田真央
5. Magic Number 090-xxxx 
  - 作詞・作曲・編曲：傳田真央
6. Sweet Pain 
  - 作詞・作曲・編曲：傳田真央
7. 私らしくある 
  - 作詞・作曲・編曲：傳田真央
8. じゃあね。 
  - 作詞・作曲・編曲：傳田真央
9. Share your world 
  - 作詞・作曲・編曲：傳田真央
10. 自由主義 
  - 作詞・作曲・編曲：傳田真央
11. 去年の桜 
  - 作詞・作曲・編曲：傳田真央
12. Like a Rockstar 
  - 作詞・作曲：傳田真央／編曲：YAMACHI
13. もう少し美人だったら 
  - 作詞・作曲・編曲：傳田真央